# Gmina Antonowo
Antonowo (ros. Гми́на Антонова) – dawna gmina wiejska istniejąca na przełomie XIX i XX wieku w guberni suwalskiej. Siedzibą władz gminy było Antonowo, a następnie Czysta-buda.

## Historia
Gmina powstała w XIX wieku. Za Królestwa Polskiego gmina Antonowo należała do powiatu mariampolskiego w guberni suwalskiej (od 1867). 31 maja 1870 od gminy Antonowo odłączono kilka wsi i włączono je do nowo utworzonej gminy Pilwiszki. 
Po odzyskaniu niepodległości przez Polskę i Litwę powiat mariampolski na podstawie umowy suwalskiej wszedł 10 października 1920 w skład Litwy.